# Vase aux iris
Vase aux iris (ou Vase d'iris) est une peinture à l'huile sur toile (92 x 73,5 cm) réalisée en 1889 par le peintre Vincent van Gogh. Il est conservé au musée Van Gogh d'Amsterdam. Il est aussi connu sous le nom de Vase aux Iris sur fond jaune, pour le distinguer du Vase aux Iris conservé au Metropolitan Museum of Art de New York.